# Gerace
Gerace (Geràkion/Gèrakas, znan tudi kot Hierax) je mesto in občina v metropolitanskem mestu Reggio Calabria, Kalabrija, južna Italija. Gerace je kakšnih 10 kilometrov v notranjosti od Locrija, vendar je slednje mesto in morje mogoče videti z Geracejevega ostroga na vrhu 500 metrov navpične skale. Mesto stoji na hribu, sestavljenem iz konglomeratov morskih fosilov izpred 60 milijonov let. Je ena od I Borghi più belli d'Italia ('Najlepše vasi Italije').

## Zgodovina
Ime mesta izhaja iz grške besede hierax (ἱέραξ) ('vrabček'). Po legendi naj bi prebivalce obale, ki so bežali pred napadom Saracenov leta 915 n. št., vrabec popeljal v gore, ki zapovedujejo območje Locri, in tu so ustanovili mesto. Arheološke najdbe so pokazale, da je bilo območje poseljeno že v mlajši kameni dobi; najdene so bile tudi sledi prisotnosti Sikulov.
Kasneje, tudi v času najvišjega sijaja Locrija, je bil hrib naseljen in je bil kasneje kraj rimske vojaške garnizije. Po bizantinski ponovni osvojitvi Italije v 6. stoletju je mesto postalo upravna, vojaška in verska prestolnica pod imenom Santa Ciriaca.
Leta 986 so mesto za kratek čas osvojili Saraceni, vendar se je vrnilo pod bizantinski nadzor do normanske osvojitve leta 1059. Gerace je bil sedež kneževine pod Normani, katere simbol je bil grad Hautville ali Altavilla. Kasneje je sledil zgodovini Neapeljskega kraljestva. Med Sicilskimi večernicami (konec 13. stoletja) je Gerace zasedel aragonski admiral Roger iz Laurije, ki ga je spremenil v lastno fevdalno posest; kasneje je postalo 'kraljevo mesto'.
Leta 1348 je postal grofija, posest Caracciolov, Gonzala de Córdoba in kot kneževina Grimaldijev (konec 16. stoletja). Z odpravo fevdalizma leta 1806 je Gerace postal glavno mesto okrožja.
Leta 1847 se je prebivalstvo okrožja Gerace uprlo, vendar so vstajo sčasoma zatrle kraljeve čete, voditelji (vključno z Roccom Verducijem) pa so bili obsojeni in usmrčeni v Geraceju.
Novo sodobno mesto Gerace Marina je bilo zgrajeno na obali v 19. stoletju. Leta 1934 se je ime spremenilo v Locri.

## Glavne znamenitosti
Glavne znamenitosti Geraceja so ostanki starega normanskega gradu (ki so ga v 10. stoletju verjetno začeli graditi Bizantinci) na vrhu Geraceja in odlično ohranjeno srednjeveško mesto. Nekoč je bilo tam 128 cerkva; najbolj omembe vredni med preostalimi so:
- Cerkev sv. Frančiška (13. stoletje) z dragocenim baročnim oltarjem.
- Normanska stolnica, največja verska stavba v Kalabriji, vključno z zaporom Petih mučencev iz Geraceja (1045). Ima glavno in dve stranski ladji, vsaka je razdeljena s 13 stebri, ki prihajajo iz starodavnih templjev Locri. Dostopna je tudi kripta. Ima tudi muzej, ustanovljen leta 1996.
- Majhna grško-pravoslavna cerkev San Giovannello ('Mali sv. Janez'), zgrajena v 10. stoletju.
- Santa Maria del Mastro (1083), grškega obreda do leta 1480.

- Stolnica v Geraceju
- Notranjost stolnice
- Cerkev San Giovannello
- Portal cerkve sv. Frančiška
- Razvaline gradu